# Sparasion olorum
Sparasion olorum är en stekelart som beskrevs av Mikhail Vasilievich Kozlov och Kononova 2001. Sparasion olorum ingår i släktet Sparasion och familjen Scelionidae. Inga underarter finns listade i Catalogue of Life.